# Silvano Franzolin
Silvano Franzolin (Pettorazza, 3 aprile 1941 – Palermo, 16 giugno 1982) è stato un militare italiano, vittima dell'attentato mafioso noto come Strage della circonvallazione.

## Biografia
Appuntato dei carabinieri, svolgeva servizio presso la stazione carabinieri di Enna. Il 16 giugno 1982 unitamente ai colleghi carabinieri Luigi Di Barca e Salvatore Raiti, nell'espletamento di servizio di traduzione del detenuto Alfio Ferlito da Enna a Trapani, rimase vittima dell'agguato mafioso noto come Strage della circonvallazione nel tratto Ugo La Malfa.
Alla memoria dell'Appuntato Silvano Franzolin è intitolata:
- dal 5 marzo 2009, la Caserma sede del Comando Stazione Carabinieri di Lendinara;
- dal 19 ottobre 2010, la Caserma sede del Comando Stazione Carabinieri di Assoro[4];
- dal 7 aprile 2018, la Casa della cultura e della legalità di Salvaterra[5].